# Valle di Benue

Il sistema di rift dell'Africa Centrale: la valle di Benue si trova nella parte ovest della Nigeria.

La valle di Benue (in inglese: Benue Trough) è una importante formazione geologica sottostante a gran parte del territorio della Nigeria e che si estende per circa 1.000 km verso nordest, dal Golfo del Benin al lago Ciad.
Fa parte del vasto sistema di rift dell'Africa Centrale.

## Localizzazione

Mappa della valle di Benue (Benue Trough)

Il limite meridionale della valle è in corrispondenza del confine settentrionale del delta del Niger, dove essa sprofonda e viene sovrapposta da sedimenti del Cenozoico e più recenti. Si estende in direzione nordest verso il bacino del Ciad e ha un'ampiezza di circa 150 km.
La depressione viene a volte suddivisa in tre regioni, inferiore, centrale e superiore; la parte superiore a sua volta viene suddivisa nei due bracci di Gongola e Yola.
Il bacino di Anambra, nella parte occidentale della regione inferiore, è di età più recente della parte rimanente della vallata, essendosi formato durante un successivo periodo di compressione, ma viene considerato come facente parte della formazione.

## Formazione del rift e sedimentazione
La valle di Benue si è formata in seguito al rifting della parte centrale del basamento dell'Africa Occidentale, azione che è cominciata proprio all'inizio del Cretacico. All'inizio nell'avvallamento si sono depositati sedimenti provenienti da fiumi e laghi. Verso la metà del Cretacico, il bacino cominciò ad andare in subsidenza e fu invaso dal mare; sul fondale marino si accumularono sedimenti, specialmente a sud nel rift di Abakaliki, in condizioni di deficienza di ossigeno.
Nel Cretacico superiore la valle di Benue rappresentava probabilmente il principale collegamento tra il Golfo di Guinea e l'oceano Tetide, il predecessore del Mar Mediterraneo, attraverso i bacini del Ciad e degli Iullemmeden. Verso la fine del periodo il bacino si innalzò al di sopra del livello del mare e si svilupparono vasti acquitrini che produssero carbone, particolarmente nel bacino di Anambra. Si ritiene che la depressione contenesse 5.000 m di sedimenti del Cretaceo e di rocce vulcaniche.
Una spiegazione comune della formazione della valle è che si tratti di un aulacogeno, un ramo abbandonato di un sistema radiale a tre bracci. Gli altri due bracci continuarono a divergere durante la fratturazione della Gondwana, mentre il Sud America si separava dall'Africa. Sembra che i due continenti abbiano cominciato a dividersi iniziando dalle loro estremità meridionali, con il rift che si estendeva fino alle attuali linee costiere della valle di Benue; successivamente si separarono lungo l'attuale costa meridionale dell'Africa Occidentale e la costa nordorientale del Sud America. Mentre i continenti si allontanavano, si aprì l'avvallamento. Quando la separazione fu completa, la parte meridionale dell'Africa subì un po' di oscillazioni che portarono alla compressione e alla piegatura dei sedimenti.
Durante il Santoniano, circa 84 milioni di anni fa, il bacino subì una intensa compressione e piegatura, dando luogo alla formazione di un centinaio di anticlinali e sinclinali. I depositi nella valle di Benue furono spostati verso ovest, causando la subsidenza del bacino di Anambra.